# کنی ورمالد
کنی ورمالد (انگلیسی: Kenny Wormald؛ زادهٔ ۲۷ ژوئیه ۱۹۸۴) یک رقاص و هنرپیشه اهل ایالات متحده آمریکا است.
از فیلم‌ها یا برنامه‌های تلویزیونی که وی در آن نقش داشته‌است می‌توان به آزاد، عشق و بخشش و بچه شاهدانه اشاره کرد.